# Cerkiewnik (przystanek kolejowy)
Cerkiewnik – przystanek osobowy w Cerkiewniku na linii kolejowej nr 221 Olsztyn Gutkowo – Braniewo, w województwie warmińsko-mazurskim.

## Ruch pasażerski
| Rok  | Wymiana pasażerska na dobę |
| ---- | -------------------------- |
| 2017 | 0-9                        |
| 2022 | –                          |